# 45
Évszázadok: i. e. 1. század – 1. század – 2. század
Évtizedek: i. e. 1-es évek – 1-es évek – 10-es évek – 20-as évek – 30-as évek – 40-es évek – 50-es évek – 60-as évek – 70-es évek – 80-as évek – 90-es évek
Évek: 40 – 41 – 42 – 43 –  44 – 45 – 46 – 47 – 48 – 49 – 50

## Események

### Római Birodalom
- Marcus Viciniust (helyettese márciustól Tiberius Plautius Silvanus Aelianus, júliustól Aulus Antonius Rufus) és Titus Statilius Taurus Corvinust (helyettese Marcus Pompeius Silvanus Staberius Flavianus) választják consulnak.
- Augusztus 1. - Részleges napfogyatkozás Claudius császár születésnapján. Mivel az eseményt korábban megjósolták, a zavargások elkerülése érdekében a katonákat előre figyelmeztetik.
- Claudius megtiltja, hogy Rómában a szenátus engedélye nélkül szobrokat állítsanak fel. A szenátus az ingatlanspekulációk miatt tanácskozik.
- Éhínség Júdeában.
- Pál apostol megkezdi hittérítő utazásait. Első útja Antiochiából Ciprusra, onnan Dél-Anatóliába, majd vissza Antiochiába tart.

### Kína
- Ma Jüan kínai hadvezér a nomád hsziungnuk és hsziunpejek ellen indít hadjáratot.

## Születések
- Plutarkhosz, görög történetíró
- Publius Papinius Statius, római költő
- Pan Csao, az első női kínai történetíró

## Fordítás
- Ez a szócikk részben vagy egészben  a(z)   45 című francia Wikipédia-szócikk ezen változatának fordításán alapul.  Az eredeti cikk szerkesztőit annak laptörténete sorolja fel. Ez a jelzés csupán a megfogalmazás eredetét és a szerzői jogokat jelzi, nem szolgál a cikkben szereplő információk forrásmegjelöléseként.